# Omer Beaugendre

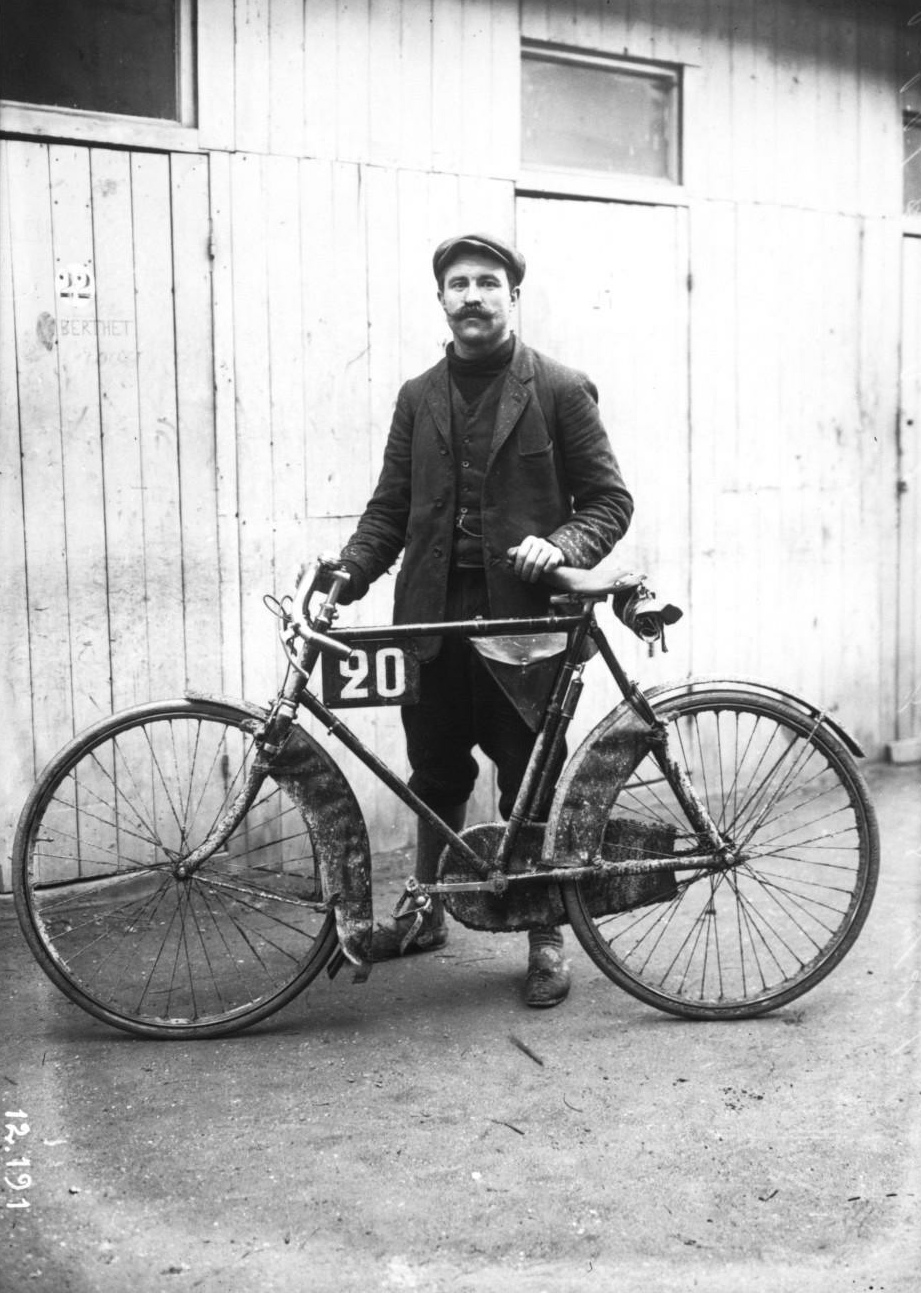
Omer Beaugendre (1910)

Léon Omer Beaugendre (* 9. September 1883 in Salbris; † 20. April 1954 ebenda) war ein französischer Radrennfahrer.
Im Jahre 1900 startete Omer Beaugendre bei den Olympischen Spielen in Paris im Sprint auf der Bahn, schied aber schon in der ersten Runde aus. Seine Profilaufbahn lief von 1906 bis 1921, seine erfolgreichste Zeit war in den Jahren 1908 bis 1912. So gewann er 1908 die Rennen Paris–Tours und Paris–Lille. Bei der Lombardei-Rundfahrt im folgenden Jahr musste er sich mit Platz zwei hinter Giovanni Cuniolo begnügen. 1910 gewann er das Rennen Genua–Nizza. Zweimal – 1908 und 1910 – startete er bei der Tour de France: 1908 belegte er Rang 13 der Gesamtwertung, und 1910 gab er nach der fünften Etappe auf. 1911 nahm er am Giro d’Italia teil, beendete aber auch dieses Rennen nicht.
Beaugendre war einer von sechs Brüdern. Seine älteren Brüder Joseph und François waren ebenfalls Radrennfahrer. In seiner Heimatstadt Salbris gibt es eine Radrennbahn, die seinen Namen trägt.